# Eleição presidencial da Rússia em 1996
A eleição presidencial de 1996 na Rússia aconteceu em 16 de junho. Por nenhum dos candidatos ter obtido mais de 50% dos votos, houve o segundo turno, ocorrido em 3 de julho de 1996. Boris Ieltsin, o então presidente, foi reeleito com 57,2% dos votos válidos.
Essa foi a única eleição presidencial russa a ter segundo turno, portanto foi a eleição presidencial mais apertada da história, muito por conta da grave crise que a Rússia enfrentava nesse período, que deixava evidente as falhas do sistema administrado e gerido pelo então presidente Boris Iéltsin.
Mesmo assim, ele saiu vitorioso. Esta foi a eleição mais controversa da história da Rússia, seguida das eleições legislativas de 2011, marcadas por protestos contra o partido Rússia Unida, chefiado por Putin.
Há fortes rumores de que Boris Iéltsin teria manipulado os resultados da eleição. Outros dizem que ele teria pago Guennadi Ziuganov para que ele aceitasse a derrota.

## Resultados Oficiais
| Candidato               | Candidato               | Partido                 | 1ª Volta    | 1ª Volta | 2ª Volta    | 2ª Volta |
| Candidato               | Candidato               | Partido                 | Votos       | %        | Votos       | %        |
| ----------------------- | ----------------------- | ----------------------- | ----------- | -------- | ----------- | -------- |
|                         | Boris Iéltsin           | Independente            | 26 665 495  | 35,79    | 40 208 384  | 54,39    |
|                         | Guennadi Ziuganov       | PCFR                    | 24 211 686  | 32,49    | 30 113 306  | 40,73    |
|                         | Alexander Lebed         | CCR                     | 10 974 736  | 14,73    |             |          |
|                         | Grigori Iavlinski       | Yabloko                 | 5 550 752   | 7,45     |             |          |
|                         | Vladímir Jirinóvski     | PLDR                    | 4 311 479   | 5,79     |             |          |
|                         | Sviatoslav Federov      | PAT                     | 699 158     | 0,94     |             |          |
|                         | Mikhail Gorbachev       | Independente            | 386 069     | 0,52     |             |          |
|                         | Martin Chakkoum         | PPSR                    | 277 068     | 0,37     |             |          |
|                         | Yuri Vlasov             | PP                      | 151 282     | 0,20     |             |          |
|                         | Vladimir Bryntsalov     | PSR                     | 123 065     | 0,17     |             |          |
|                         | Aman Tuyelev            | Independente            | 308         | 0        |             |          |
| Contra Todos            | Contra Todos            | Contra Todos            | 1 163 921   | 1,56     | 3 604 462   | 4,88     |
| Votos Inválidos         | Votos Inválidos         | Votos Inválidos         | 1 072 120   | 0,17     | 780 592     | 1,04     |
| Total                   | Total                   | Total                   | 75 587 139  | 100      | 74 691 290  | 100      |
| Eleitorado/Participação | Eleitorado/Participação | Eleitorado/Participação | 108 495 023 | 69,67    | 108 589 050 | 68,78    |